# Aphodius reginae
Aphodius reginae är en skalbaggsart som beskrevs av Kral 1997. Aphodius reginae ingår i släktet Aphodius och familjen Aphodiidae. Inga underarter finns listade i Catalogue of Life.